# Onthophagus stockwelli
Onthophagus stockwelli là một loài bọ cánh cứng trong họ Bọ hung (Scarabaeidae).